# Carlo Leone Grandi
(da "La repubblica d'Asti nel 1797", capitolo I)
Carlo Leone Grandi (Asti, 25 gennaio 1818 – Asti, 1872) è stato uno scrittore e giornalista italiano.

## Biografia
Si diplomò presso il Civico Collegio di Asti, rivelando subito una spiccata propensione alle materie letterarie.

Entrò in Seminario ma, al termine del secondo corso di studi di teologia, abbandonò la carriera ecclesiastica per passare alla giurisprudenza.

Si diplomò con il titolo di causidico.
Vicino ai fermenti patriottici dell'epoca, compose un sonetto che gli valse una condanna ad alcuni mesi di prigionia.

Nel 1848, salutò la prima guerra di indipendenza con alcuni scritti politici.

Venne eletto più volte come consigliere del Comune di Asti, come membro della Giunta, si adoperò nel settore commerciale ed industriale locale.
Diresse alcuni giornali locali ( Il Crivello, L'Astigiano ed Il Corriere Astigiano).
Il 2 maggio 1893 il Municipio di Asti, in cerimonia solenne, fece collocare nel porticato delle ex scuole elementari G.Carducci, un busto in marmo scolpito da D. Dini con la seguente iscrizione:
AL PATRIOTA

CARLO LEONE GRANDI

CAUSIDICO INSIGNE

VALOROSO PUBBLICO AMMINISTRATORE

LETTERATO ARGUTO PUBBLICISTA VIVACE

STORICO ACCURATISSIMO

LA CITTADINANZA ASTESE

MDCCCXVIII-MDCCCLXXII

## Opere
- Scrisse La repubblica d'Asti nel 1797 (pubblicata nel 1851).
- Tradusse le Storie di Erodoto.
- Compose due tragedie: Parisma e Demetrio.